# Бук західний (Козятинський район)
Бук за́хідний — ботанічна пам'ятка природи місцевого значення. Розташована на території Козятинського лісництва (квартал 44, виділ 5 згідно матеріалів лісовпорядкування 2011 р.) поблизу с. Гулівці Калинівського району Вінницької області. Оголошений відповідно до Рішення Вінницького облвиконкому від 29.08.1984 р. № 371. Охороняється могутній екземпляр рідкісного в області виду дерев — бука західного (Fagus sylvatica) віком понад 100 років.